# Estadio del Parque Olímpico de Komazawa
El Estadio del Parque Olímpico de Komazawa es un estadio polivalente en Setagaya, Tokio , Japón . El estadio es una característica integral del Parque Olímpico Komazawa y actualmente se utiliza principalmente para partidos de fútbol (aunque principalmente partidos amateurs y femeninos ) y partidos de rugby . Tiene una capacidad de 20.010.
El estadio acogió algunas de las preliminares de fútbol de los Juegos Olímpicos de Tokio 1964. Algunos partidos de la J. League División 1, J. League División 2, la J. League Cup y la Copa del Emperador (incluidas las finales de 1965 y 1966 ) también se jugaron en el estadio.

## Acceso
A 12 minutos a pie desde la estación Komazawa-daigaku  linea Den-en-toshi